# Charles Wollaston
Charles Wollaston (Felpham, 31 luglio 1849 – 22 giugno 1926) è stato un calciatore inglese, di ruolo attaccante.

## Carriera

### Club
Wollaston giocò con Wanderers la prima finale della  Coppa d'Inghilterra nel 1872 e fece un gol nella seconda finale della competizione nel 1873. In totale vinse il trofeo cinque volte, fu il primo calciatore a riuscire in questa impresa.

### Nazionale
Ha collezionato 4 presenze e un gol con la propria Nazionale, fu capitano dell'Inghilterra nella sua ultima presenza contro la Scozia il 13 marzo 1880. Wollaston fu l'ottavo capitano nella storia della Nazionale inglese.

## Statistiche

### Cronologia presenze e reti in nazionale
| Cronologia completa delle presenze e delle reti in nazionale ― Inghilterra | Cronologia completa delle presenze e delle reti in nazionale ― Inghilterra | Cronologia completa delle presenze e delle reti in nazionale ― Inghilterra | Cronologia completa delle presenze e delle reti in nazionale ― Inghilterra | Cronologia completa delle presenze e delle reti in nazionale ― Inghilterra | Cronologia completa delle presenze e delle reti in nazionale ― Inghilterra | Cronologia completa delle presenze e delle reti in nazionale ― Inghilterra | Cronologia completa delle presenze e delle reti in nazionale ― Inghilterra |
| Data                                                                       | Città                                                                      | In casa                                                                    | Risultato                                                                  | Ospiti                                                                     | Competizione                                                               | Reti                                                                       | Note                                                                       |
| -------------------------------------------------------------------------- | -------------------------------------------------------------------------- | -------------------------------------------------------------------------- | -------------------------------------------------------------------------- | -------------------------------------------------------------------------- | -------------------------------------------------------------------------- | -------------------------------------------------------------------------- | -------------------------------------------------------------------------- |
| 7-3-1874                                                                   | Partick                                                                    | Scozia                                                                     | 2 – 1                                                                      | Inghilterra                                                                | Amichevole                                                                 | -                                                                          |                                                                            |
| 6-3-1875                                                                   | Londra                                                                     | Inghilterra                                                                | 2 – 2                                                                      | Scozia                                                                     | Amichevole                                                                 | 1                                                                          |                                                                            |
| 3-3-1877                                                                   | Londra                                                                     | Inghilterra                                                                | 1 – 3                                                                      | Scozia                                                                     | Amichevole                                                                 | -                                                                          |                                                                            |
| 13-3-1880                                                                  | Glasgow                                                                    | Scozia                                                                     | 5 – 4                                                                      | Inghilterra                                                                | Amichevole                                                                 | -                                                                          | Capitano                                                                   |
| Totale                                                                     |                                                                            | Presenze                                                                   | 4                                                                          |                                                                            | Reti                                                                       | 1                                                                          |                                                                            |

## Palmarès

### Club

#### Trofei nazionali
- Coppa d'Inghilterra: 5

Wanderers: 1871-1872, 1872-1873, 1875-1876, 1876-1877, 1877-1878